# Horváth László (meteorológus)
Horváth László (Budapest, 1950. szeptember 22. –) meteorológus, légkörkémikus, az MTA doktora. Kutatási területe a légköri nyomanyagok száraz és nedves ülepedése, valamint a nitrogénmérleg a légkör és a bioszféra között. Az Országos Meteorológiai Szolgálat vezető főtanácsosa volt.

## Életpályája
1974-ben szerzett diplomát az Eötvös Loránd Tudományegyetem Természettudományi Karán. Ezt követően az Országos Meteorológiai Szolgálatnál helyezkedett el. Itt kezdte meg légkörkémiai kutatásait is. A szolgálat hivatali ranglétráját végigjárva vezető főtanácsosi kinevezést kapott, valamint a tudományos tanács elnöke volt. Az OMSZ-től vonult nyugdíjba. Emellett a Szent István Egyetem Növénytani és Ökofiziológiai Intézete növényökológiai kutatócsoportjában is dolgozott tudományos tanácsadóként 2007 és 2019 között. 2022-től az Magyar Kutatási Hálózat és a Szegedi Tudományegyetem közös fotoakusztikus környezetifolyamat-megfigyelési kutatócsoportjának munkatársa.
Főbb kutatási területei: a kén-dioxid/szulfát légköri átalakulási mechanizmusa, a légszennyeződés hatása a Balaton vizének minőségére, valamint a csapadékvíz összetételének vizsgálata. 1989-ben védte meg a földrajztudományok kandidátusi, 2001-ben akadémiai doktori értekezését. Az MTA meteorológiai tudományos bizottságának lett tagja. Ezen felül tagja az MTMT Tudományos Tanácsának, a 10. sz. Bolyai Kollégiumnak és a Magyar Meteorológiai Társaságnak is. Több mint százhúsz tudományos publikáció szerzője vagy társszerzője. Közleményeit magyar és angol nyelven adja közre.

## Díjai, elismerései
- Emberi Környezetért (1988)
- Pro Meteorologia Díj (2000)
- Schenzl Guidó-díj (2009)
- A Magyar Érdemrend lovagkeresztje (2012)
- Akadémiai Díj (2016)

## Főbb publikációi
- On the sulfate, chloride and sodium concentration in maritime air around the Asian continent (társszerző, 1981)
- Trend of the nitrate and ammonium content of precipitation water in Hungary for the last 80 years (1983)
- The composition and acidity of precipitation in Hungary (Mészáros Ernővel, 1984)
- A légköri savas ülepedés mértéke Magyarországon (könyv, 1989)
- Estimation of dry deposition velocities of nitric oxide, sulfur dioxide and ozone by the gradient method above short vegetation during the TRACT campaign (társszerző, 1998)
- Long term record of ammonia and ammonium concentrations at K-puszta, Hungary (társszerző, 1998)
- Dry deposition velocity of PM2.5 ammonium sulfate particles to a Norway spruce forest on the basis of S and N-balance estimations (2003)
- Nitric oxide and nitrous oxide emission from Hungarian forest soils; linked with atmospheric N-deposition (társszerző, 2006)
- An attempt to partition stomatal and non-stomatal ozone deposition parts on a short grassland (társszerző, 2018)
- A single-point modeling approach for the intercomparison and evaluation of ozone dry deposition across chemical transport models (Activity 2 of AQMEII4) (társszerző, 2023)